# 翠玲
翠玲（スイレイ、1972年4月14日 - ）は、日本の歌手、女優。本名、黄 翠玲（コウ スイレイ）。中国人と日本人のハーフ。神奈川県横浜市出身。

## 略歴
- 1993年 ギルガメッシュナイトなどで活躍したグループB.C.G.に在籍する。
- 1995年 小室哲哉の音楽プロジェクト"EUROGROOVE"のフィーチャリング・ボーカリストとしてカッティング・エッジからソロ・デビュー。
- 1998年 ファーストアルバム後あたりから女優業に転進した。

## 音楽作品

### シングル
1. RESCUE ME〜奪回愛恋〜 (EUROGROOVE featuring CUILING)    1995年2月8日
2. 恋をするたびに傷つきやすく…    1995年7月19日　(ジェムケリーCMソング・ナースエンジェルりりかSOS主題歌)
3. Lu.Lu.Lu〜しあわせの理由(ひみつ)〜    1996年9月19日
（c/w）　KISSして…
4. 咲いて・千夜一夜    1996年11月20日　（ジェムケリーCMソング）
（c/w）　Stray Cat
5. がんばって    1997年5月8日　(バンダイPS用ソフトネクストキング 恋の千年王国テーマ曲)
6. アピール    1998年2月25日　(花王ロリエCM曲)

### アルバム
- Cui-ling(ツェイリン)（1998年3月25日）

1. RESCUE ME〜奪回愛恋〜
  - 作詞：小室哲哉、翠玲／作曲：小室哲哉／編曲：久保こーじ
2. 恋をするたびに傷つきやすく…
  - 作詞：秋元康／作曲：小室哲哉／編曲：小室哲哉、久保こーじ
3. Lu.Lu.Lu〜しあわせの理由(ひみつ)〜
  - 作詞：翠玲／作曲・編曲：富樫明生
4. KISSして…
  - 作詞：LOU、荒木真樹彦／作曲・編曲：荒木真樹彦
5. 咲いて・千夜一夜
  - 作詞：土生京子／作曲：久保田朱美／編曲：日高智（GTS）
6. Stray Cat
  - 作詞：土生京子／作曲：エディ山本／編曲：日高智（GTS）
7. がんばって
  - 作詞：えびね遊子（現・海老根祐子） 、庄野賢一／作曲・編曲：庄野賢一
8. アピール
  - 作詞：森浩美／作曲・編曲：庄野賢一
9. Sunny side story
  - 作詞：えびね遊子／作曲・編曲：松井寛
10. Love Chase
  - 作詞：えびね遊子／作曲・編曲：小森田実
11. RESCUE ME〜奪回愛恋〜 (CHINESE VERSION)
12. 恋をするたびに傷つきやすく… (CHINESE VERSION)
  - 訳詞：Frank Huang

### 写真集
- Fabulation
- MINERVA
- Fabulation2005

### ビデオ・DVD
- 卍舞3
- 仁義37 報復の掟
- チャイニーズ・ディナー
- MINERVA
- Fabulation2005

### 映画
- 卍舞3
- 金田一少年の事件簿 上海魚人伝説（1997年12月13日公開） (ヨウ・スーラン 役)
- チャイニーズ・ディナー（2001年3月16日公開）ウエイトレス　役

### ドラマ
- ウルトラマンダイナ

### Vシネマ
- 本気!13 1999年(メイリン役)
- ワイルド・タッチ3 1999年(藤波昭子役)
- 龍神三兄弟 2000年 (春連役)
- GANG　強奪 2000年 (斉麗妃役)
- 的中王 2000年 (ヒメ役)
- 雀狼伝 2000年 (翠玲役)
- 雀狼伝3 2001年 (朝霧恭子役)
- 闇の天使 DREAM ANGEL
- 仁義37 報復の掟

### ラジオ
- KISS FM (FM神戸）『翠玲のクリスタルKISS』
- FM YOKOHAMA『フライガールズ・オンリー』